# Total Miner
Total Miner è un videogioco indipendente sviluppato e pubblicato dalla Studio Forge per Xbox Live, è un gioco open world ispirato a Minecraft, è stato distribuito anche per PlayStation 4 e PC (acquistabile su Steam)

## Modalità di gioco
Il Gameplay in questo gioco è molto semplice: si tratta di craftare blocchi e costruire il proprio mondo.
Sono presenti 3 modalità di gioco:
- Creativa - Il giocatore ha una risorsa illimitata di blocchi per costruire il proprio mondo.
- Dig Deep - L'obiettivo è quello di esplorare ogni singolo blocco del proprio mondo
- Survival - In questa modalità il giocatore deve craftare oggetti con risorse limitate.

Il giocatore ha anche la possibilità di costruire blocchi, oggetti ed armi trovando minerali scavando oppure sconfiggendo mostri.

## Accoglienza
Total Miner fu pubblicato su Xbox Live nel maggio del 2012, vendette subito 800 000 copie, mentre poco tempo dopo arrivò fino alle 1.2 milioni di copie.
Gli sviluppatori annunciarono che nel settembre del 2014 Total Miner sarebbe stato pubblicato per PlayStation 4, mentre nel novembre del 2014 annunciarono che sarebbe stata resa disponibile in poco tempo anche la versione per Windows sulla piattaforma Steam.